# Braindrops (álbum de The Fuzztones)
Braindrops es el título del tercer álbum de estudio de la banda de garage rock estadounidense The Fuzztones, publicado en 1991.

| N.º | Título                                                     | Duración |  |
| 1.  | «Third Times the Charm»                                    | 3:29     |  |
| 2.  | «Skeleton Farm»                                            | 3:12     |  |
| 3.  | «Romilar D»                                                | 3:49     |  |
| 4.  | «Fear»                                                     | 3:43     |  |
| 5.  | «Rise»                                                     | 3:49     |  |
| 6.  | «Ghost Clinic»                                             | 4:17     |  |
| 7.  | «7 and 7 Is» (versión del tema de Love)                    | 2:49     |  |
| 8.  | «Look for the Question Mark»                               | 3:27     |  |
| 9.  | «I Looked at You» (versión del tema de The Doors)          | 2:17     |  |
| 10. | «The People in Me» (versión del tema de The Music Machine) | 3:18     |  |
| 11. | «All the Kings Horses»                                     | 3:18     |  |
| 12. | «Blackout»                                                 | 2:10     |  |